# Cofano
Il cofano è il portello apribile delle carrozzerie automobilistiche, posto a riparo del vano motore o del vano bagagli. Nel caso di carrozzerie monovolume o due volumi è più corretto il termine portellone per riferirsi al cofano posteriore.

## Etimologia

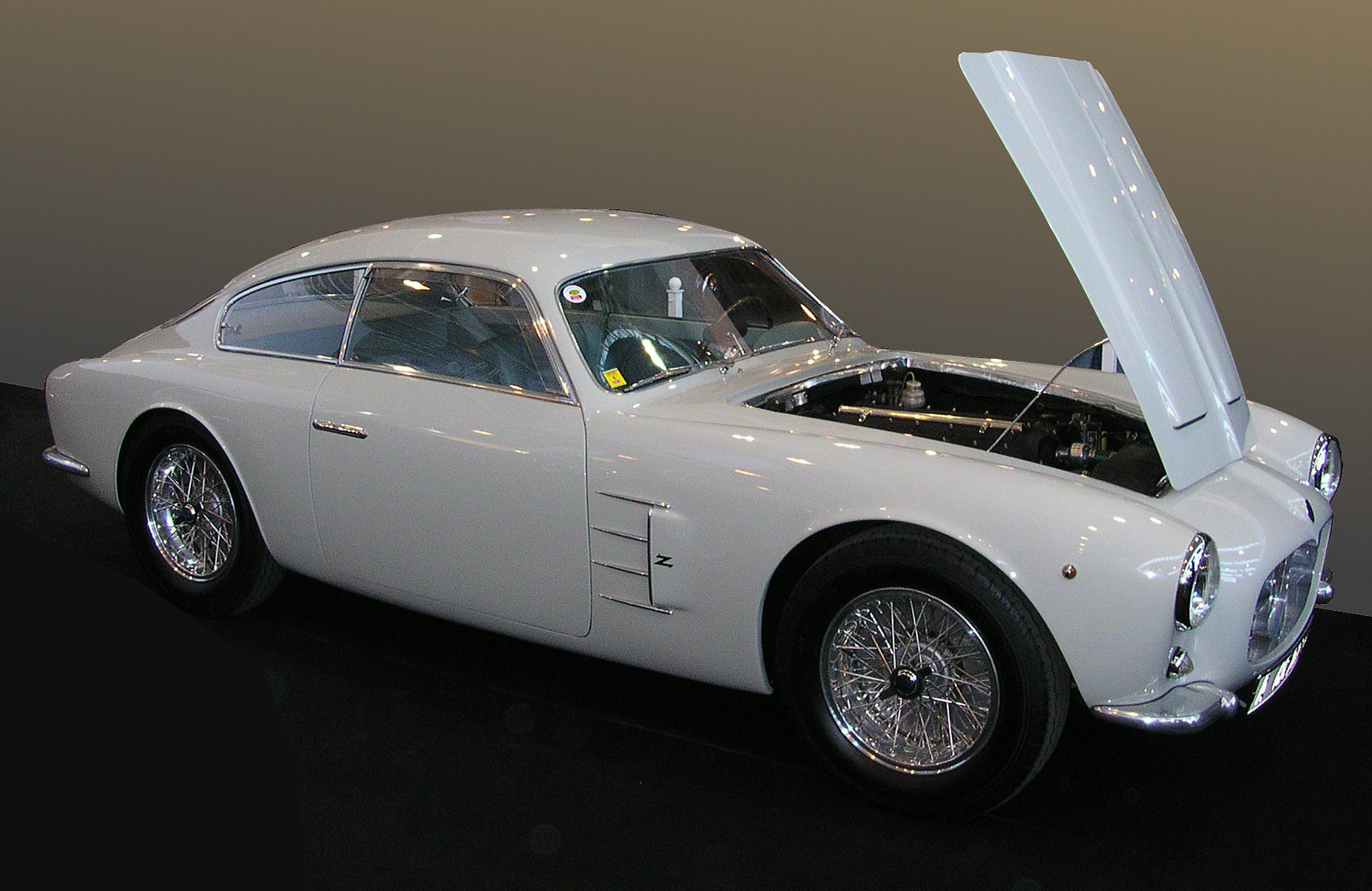
Cofano motore in posizione aperta fissato con asta di sostegno di una Maserati A6G/54 2000 Zagato Coupé

Il termine cofano è mutuato dalla definizione usata, nel XIX secolo, per le casse con struttura metallica contenenti le munizioni e attrezzi per l'artiglieria oppure poste nelle abitazioni per custodire corredi od oggetti preziosi, molto simili agli appositi bauli sistemati sul retrotreno delle carrozze o delle autovetture, con funzione di bagagliaio, in uso sino al terzo decennio del XX secolo.

## Storia e descrizione
I cofani anteriori sono prevalentemente del tipo a "bocca di coccodrillo", ovvero incernierati al cruscotto con apertura contro il senso di marcia, sia per economia costruttiva, sia per una migliore fruibilità operativa o di carico. In alcune autovetture l'incernieramento è vicino alla calandra, il che evita il rischio che durante la marcia il cofano si sganci accidentalmente e, ribaltandosi, occluda la visuale del guidatore. L'incernieramento laterale è piuttosto raro.

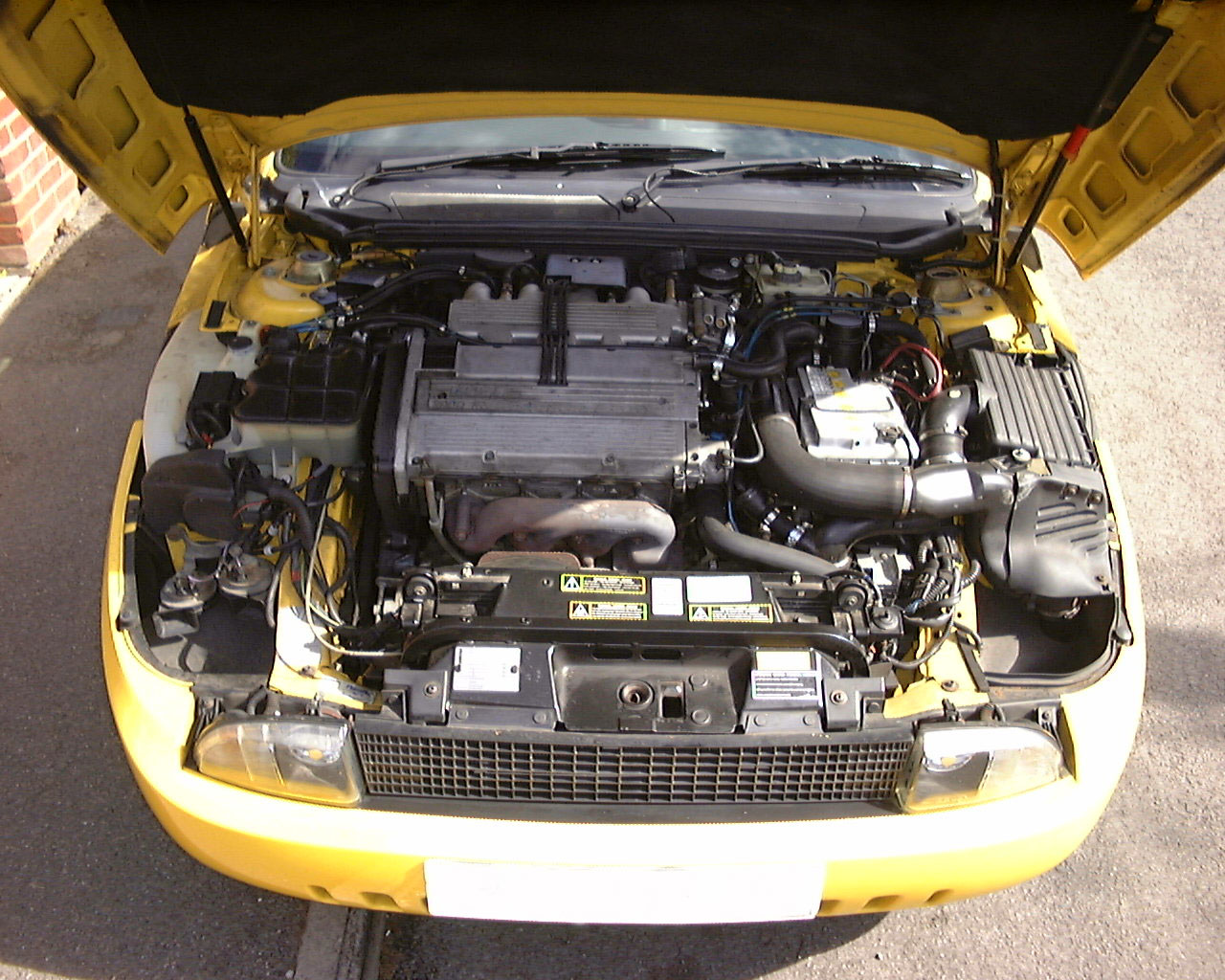
Cofano con apertura a "bocca di coccodrillo" di una Fiat Coupé

 Il cofano anteriore è di norma dotato di chiusura sbloccabile dall'abitacolo tramite apposito manettino e dell'asta di sostegno o altro meccanismo che consente di fissare il portello alla massima apertura per rendere agevoli le operazioni di manutenzione.
Spesso la complanarità superficiale dei cofani è interrotta da convessità o da feritoie. Le convessità, definite "gobbe", sono atte a contenere eventuali sporgenze delle parti meccaniche dalla linea di cintura; le feritoie fungono da sfoghi per l'aria calda per migliorare la dispersione termica del propulsore, oppure da prese d'aria per l'airbox; un'altra variante delle feritoie è di carattere aerodinamico, come nel caso della Ford GT40 e Ferrari F50. Su un cofano possono essere presenti anche semplici nervature di rigidezza o di carattere estetico. 

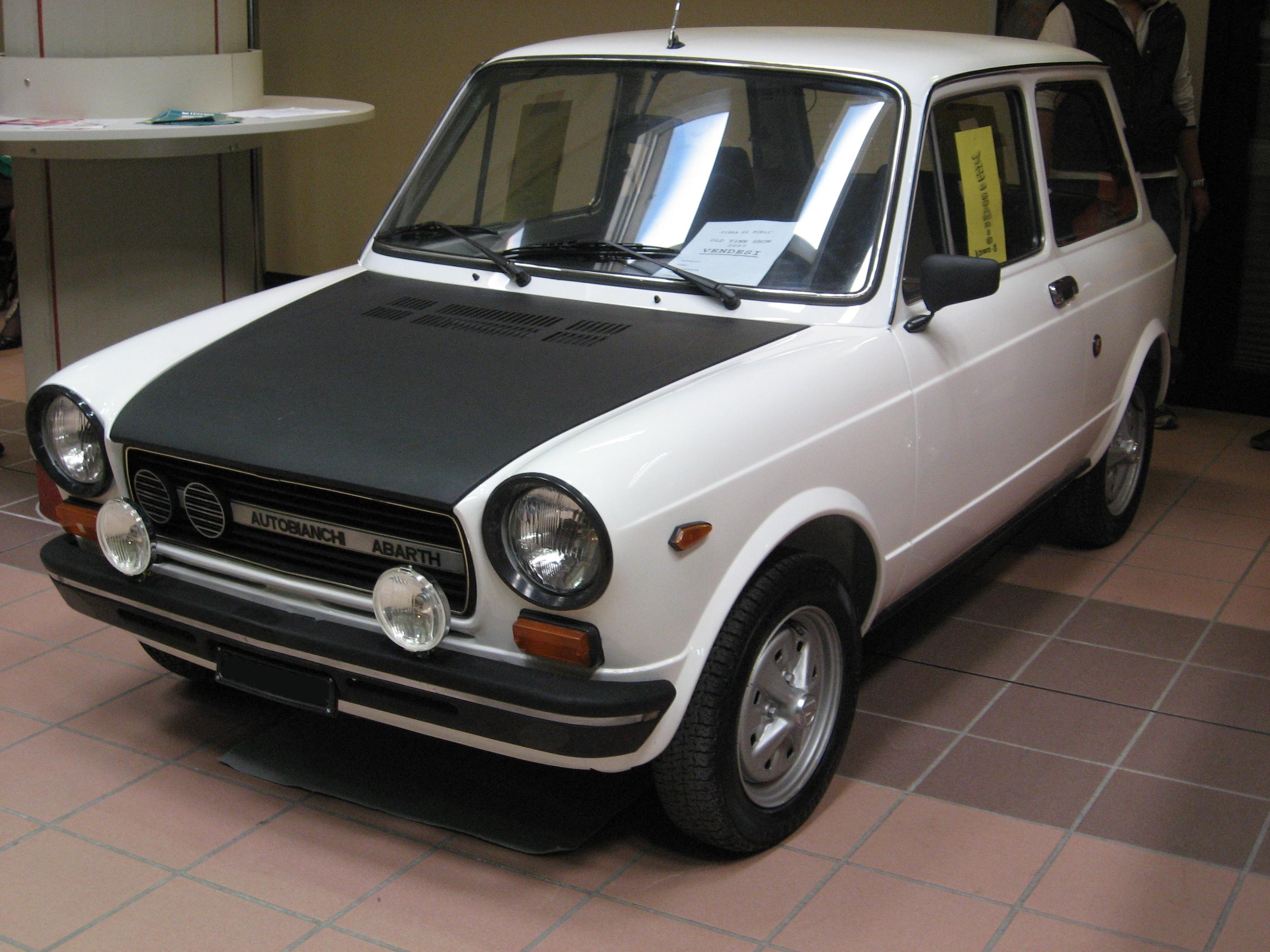
Una Autobianchi A112 Abarth di serie con cofano verniciato in nero opaco

Negli anni Settanta si diffuse la moda di personalizzare la propria vettura colorando di nero opaco il cofano anteriore. Nell'ambiente delle corse automobilistiche questo serviva ad evitare i riflessi causati dal sole che potevano infastidire il pilota.
Detta soluzione fu adottata anche da molte case automobilistiche che, per diversi anni, proposero gli allestimenti sportivi delle vetture di serie con cofani anteriori verniciati in nero opaco, come l'Autobianchi A112 Abarth, la Lancia Fulvia Coupé Montecarlo e la Opel Manta SR.
Non essendo parti strutturali portanti della scocca, in molte automobili sportive i cofani si costruiscono con materiali diversi dal corpo vettura, principalmente leghe d'alluminio o plastica, allo scopo di ridurre il peso del veicolo. Tale accorgimento viene adottato ai fini ecologici anche in alcune vetture di grande serie, utilizzando materiali plastici riciclabili.